# Soyuz 35
Soyuz 35 foi a oitava expedição à estação Salyut 6. Retornou à Terra com a tripulação lançada pela Soyuz 36.

## Tripulação
Lançados
| Posição           | Cosmonauta    | Duração          | Pousou na |
| ----------------- | ------------- | ---------------- | --------- |
| Comandante        | Leonid Popov  | 184d 20h 11m 35s | Soyuz 37  |
| Engenheiro de voo | Valeri Ryumin | 184d 20h 11m 35s | Soyuz 37  |

Aterrissaram
| Posição           | Cosmonauta      | Duração        | Lançou na |
| ----------------- | --------------- | -------------- | --------- |
| Comandante        | Valeri Kubasov  | 7d 20h 45m 44s | Soyuz 36  |
| Engenheiro de voo | Bertalan Farkas | 7d 20h 45m 44s | Soyuz 36  |

## Parâmetros da Missão
- Massa: 6 800 kg
- Perigeu: 198 km
- Apogeu: 259.7 km
- Inclinação: 51.65°
- Período: 88.81 minutos

## Pontos altos da missão
Valentin Lebedev foi selecionado para ser o engenheiro de voo de Leonid Popov, porém ele precisava fazer ua operação apor ter danificado seu joelho enquanto utilizando um trampolim. Ryumin, do último grupo a visitar a Salyut 6, foi chamado para assumir seu posto. Enquanto entrava na Salyut 6, Ryumin notou que os dois portos de visão no compartimento de transferência haviam perdido sua transparência. As janelas também possuíam muitas marcas causadas pelos micrometeoritos e escombros orbitais. Os cosmonautas trocaram componentes do sistema de controle de altitude e do sistema de suporte de vida, instalaram um novos sistema de cuidado e alarme, sincronizaram os relógios da estação com os da TsUP, adicionaram uma bateria de armazenamento de 80-quilogramas, e trocaram os ar dos tanques na Progress 8.